# Maurice Muhatia Makumba
Maurice Muhatia Makumba (Lirhanda, 19 maggio 1968) è un arcivescovo cattolico keniota, dal 18 febbraio 2022 arcivescovo metropolita di Kisumu.

## Biografia
Maurice Muhatia Makumba è nato il 19 maggio 1968 a Lirhanda, nella diocesi di Kakamega.

### Formazione e ministero sacerdotale
Ha frequentato il seminario di Saint Augustine e il seminario maggiore nazionale di St. Thomas Aquinas, dove ha completato gli studi di filosofia e teologia.
Successivamente ha conseguito la licenza e il dottorato in filosofia presso la Pontificia Università della Santa Croce, a Roma. Ha ricevuto l'ordinazione sacerdotale il 15 ottobre 1994 incardinandosi, come presbitero, nella diocesi di Kakamega.
Dopo l'ordinazione sacerdotale ha ricevuto l'incarico dapprima di vice rettore e docente al seminario minore di St. Peter a Makumu dal 1998 al 2002, mentre dal 2002 al 2005 ha avuto gli stessi incarichi presso il seminario maggiore di St. Augustine a Manga.
Dal 2005 al 2007 è divenuto rettore ad interim del seminario maggiore di St. Mathias Mulumba a Tindinyo, mentre dal 2007 al 2009 è stato rettore al seminario maggiore nazionale di St. Thomas Aquinas.
Nel 2008 è stato nominato segretario della commissione per la dottrina della fede della Conferenza Episcopale del Kenya.

### Ministero episcopale
Il 19 dicembre 2009 papa Benedetto XVI lo ha nominato vescovo di Nakuru. Ha ricevuto la consacrazione episcopale il 27 febbraio 2010 per imposizione delle mani del cardinale John Njue, arcivescovo metropolita di Nairobi, avendo come co-consacranti l'allora vescovo di Homa Bay Philip Arnold Subira Anyolo, e il vescovo di Kakamega Philip Sulumeti.
Il 16 aprile 2015 si è recato in Vaticano, assieme ad altri membri dell'episcopato keniota, per la visita ad limina apostolorum.
Il 18 febbraio 2022 papa Francesco lo ha promosso arcivescovo metropolita di Kisumu; è succeduto a Philip Arnold Subira Anyolo, precedentemente nominato arcivescovo metropolita di Nairobi. Il 19 marzo successivo ha preso possesso dell'arcidiocesi.
Dal 19 aprile 2024 è presidente della Conferenza dei vescovi cattolici del Kenya. Dal luglio del 2021 al 19 aprile 2024 è stato vicepresidente della stessa.

## Genealogia episcopale
La genealogia episcopale è:
- Cardinale Scipione Rebiba
- Cardinale Giulio Antonio Santori
- Cardinale Girolamo Bernerio, O.P.
- Arcivescovo Galeazzo Sanvitale
- Cardinale Ludovico Ludovisi
- Cardinale Luigi Caetani
- Cardinale Ulderico Carpegna
- Cardinale Paluzzo Paluzzi Altieri degli Albertoni
- Papa Benedetto XIII
- Papa Benedetto XIV
- Papa Clemente XIII
- Cardinale Enrico Benedetto Stuart
- Papa Leone XII
- Cardinale Chiarissimo Falconieri Mellini
- Cardinale Camillo Di Pietro
- Cardinale Mieczysław Halka Ledóchowski
- Cardinale Jan Maurycy Paweł Puzyna de Kosielsko
- Arcivescovo Józef Bilczewski
- Arcivescovo Bolesław Twardowski
- Arcivescovo Eugeniusz Baziak
- Papa Giovanni Paolo II
- Cardinale Jozef Tomko
- Cardinale John Njue
- Arcivescovo Maurice Muhatia Makumba

## Opere
- (EN) Maurice Muhatia Makumba, Introduction to Philosophy, Paulines Publications Africa, 2005, ISBN 978-9966081056.
- (EN) Maurice Muhatia Makumba, An Introduction to African Philosophy: Past and Present, Paulines Publications Africa, 2007, ISBN 978-9966082961.